# Bray-sur-Somme
Bray-sur-Somme – miejscowość i gmina we Francji, w regionie Hauts-de-France, w departamencie Somma.
Według danych na rok 2011 gminę zamieszkiwało 1 231 osób, a gęstość zaludnienia wynosiła 73 osób/km² (wśród 2293 gmin Pikardii Bray-sur-Somme plasuje się na 217. miejscu pod względem liczby ludności, natomiast pod względem powierzchni na miejscu 142.).